# IC 2442
IC 2442 — галактика типу E (еліптична галактика) у сузір'ї Рак.
Цей об'єкт міститься в оригінальній редакції індексного каталогу.